# Marcus H. Rosenmüller
Marcus H. Rosenmüller (1973, Tegernsee) es un director de cine alemán que ha llevado a la pantalla algunas películas de gran éxito en los últimos años en el área de habla en lengua alemana.
Entre sus comedias más importantes se encuentra Wer früher stirbt ist länger tot (en español, Quien muere antes está más tiempo muerto), original historia con algunas escenas tan ocurrentes como desternillantes.

## Premios
- 1999: Medalla de oro de la Academia de cine alemana

## Filmografía (selección)
- 2006: "Quien muere antes está más tiempo muerto" (Wer früher stirbt, ist länger tot en versión original)
- 2007: "La mejor época" (Beste Zeit en versión original)
- 2008: "El mejor lugar" (Beste Gegend en versión original)
- 2010: "La mejor oportunidad" (Beste Chance en versión original)